# Елсемік Гіллен
Елсемік Гіллен (нід. Elsemieke Hillen, 30 вересня 1959) — нідерландська хокеїстка на траві.
Олімпійська чемпіонка 1984 року.
Чемпіонка Європи 1984 року.
Чемпіонка світу 1978, 1983, 1986 років, срібна призерка 1981 року.